# Fenouillèdes
Il Fenouillèdes (toponimo in francese; in occitano Fenolhedés o Fenolheda) è una piccola regione storico-geografica della Francia, nella regione del Linguadoca-Rossiglione. Si tratta dell'unico lembo d'Occitania nel dipartimento dei Pirenei Orientali.

## Geografia
Situato ad ovest di Perpignano, il Fenouillèdes corrisponde alle alte valli del fiume Agly e si trova nell'estremità settentrionale del dipartimento (dove confina con il dipartimento dell'Aude). Lo spartiacque con il bacino idrografico del fiume Têt, posto a sud, rappresenta invece la sua propaggine meridionale.
La regione ha carattere principalmente collinare e la sua massima elevazione è il Sarrat Naout (1.310 m). Il clima dominante, per via della vicinanza alle coste del Golfo del Leone, è di tipo mediterraneo.
Il centro più importante della regione è Saint-Paul-de-Fenouillet, comune di 2.000 abitanti circa. Stando ai dati del censimento francese del 2006, a cura dell'INSEE, la regione in senso stretto include 7.234 abitanti (9.811 includendo i cinque comuni catalani).

## Storia
Nonostante l'attuale appartenenza al dipartimento dei Pirenei Orientali, il Fenouillèdes è storicamente una regione occitanofona, da sempre legata alle sorti del resto della Francia, anche prima della Pace dei Pirenei (1659) con cui il resto dell'attuale dipartimento, di lingua e cultura catalana, fu annesso da Parigi. Tuttavia, alcuni comuni contigui, di lingua catalana, sono considerati parte del Fenouillèdes in senso geografico.